# Friona lepida
Friona lepida är en stekelart som först beskrevs av Smith 1858.  Friona lepida ingår i släktet Friona och familjen brokparasitsteklar. Inga underarter finns listade i Catalogue of Life.